# 17. Division (Deutsches Kaiserreich)
Die 17. Division, für die Dauer des mobilen Verhältnisses auch als 17. Infanterie-Division bezeichnet, war ein Großverband der Preußischen Armee.

## Aufstellung
Die Division wurde am 11. Oktober 1866 in Kiel errichtet und war eine von mehreren gemischten Einheiten der Preußischen Armee. Sie rekrutierte sich aus Kontingenten der Hansestädte sowie den Großherzogtümern Mecklenburgs. Die 33. Infanterie-Brigade bestand aus Kontingenten Hamburg und Bremen, und bis zur Bildung des neuen Infanterie-Regiments Nr. 162, dem aus Lübeck. Die 34. (Großherzoglich Mecklenburgische) Infanterie-Brigade bestand aus den Kontingenten der Großherzogtümer Mecklenburg-Strelitz und Mecklenburg-Schwerin. Die 81. Infanterie-Brigade, gebildet im Jahre 1897, enthielt die beiden Regimenter aus Lübeck und dem preußischen Schleswig-Holstein. Die Divisionskavallerie bildete die 17. (Großherzoglich Mecklenburgische) Kavallerie-Brigade mit zwei Dragoner-Regimentern aus Mecklenburg und zeitweise einem preußischen Kavallerie-Regiment. Die 17. Artillerie-Brigade, die 1899 gebildet wurde, gliederte sich aus zwei Artillerie-Regimentern, dem in Güstrow und Neustrelitz garnisonierten Holsteinischen Feldartillerie-Regiment Nr. 24 und dem Großherzoglich Mecklenburgischen Feldartillerie-Regiment Nr. 60, das zusammen mit dem Brigadestab in Schwerin in Garnison lag.

## Gliederung
Während die Division bei der Mobilmachung 1870 noch dem VIII. Armee-Korps unterstellt war, unterstand sie später dem IX. Armee-Korps.

### Deutsch-Französischer Krieg
- 33. Infanterie-Brigade
  - Füsilier-Regiment Nr. 36
  - Infanterie-Regiment Nr. 75
  - Infanterie-Regiment Nr. 76
- 34. Infanterie-Brigade

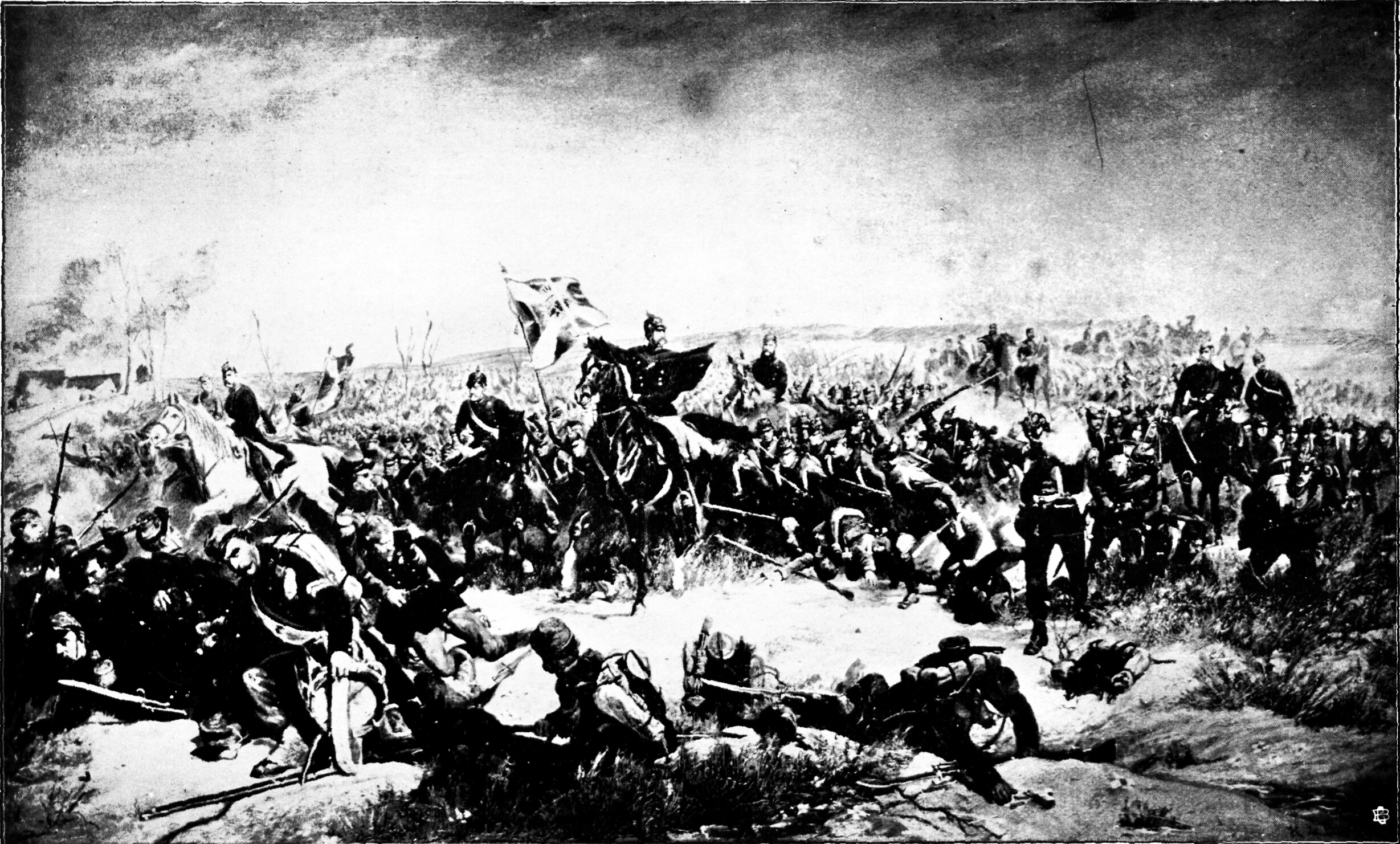
76er Füsilierbataillon in der Schlacht von Loigny

  - Großherzoglich Mecklenburgisches Grenadier-Regiment Nr. 89
  - Großherzoglich Mecklenburgisches Füsilier-Regiment „Kaiser Wilhelm“ Nr. 90
  - Großherzoglich Mecklenburgisches Jäger-Bataillon Nr. 14
- 17. Kavallerie-Brigade
  - 1. Mecklenburgisches Dragoner-Regiment Nr. 17
  - 2. Mecklenburgisches Dragoner-Regiment Nr. 18
  - 2. Brandenburgisches Ulanen-Regiment Nr. 11

### Friedensgliederung 1914
- 33. Infanterie-Brigade in Altona
  - Infanterie-Regiment „Bremen“ (1. Hanseatisches) Nr. 75 in Bremen und Stade
  - Infanterie-Regiment „Hamburg“ (2. Hanseatisches) Nr. 76 in Hamburg
- 34. Infanterie-Brigade (Großherzoglich Mecklenburgische) in Schwerin
  - Großherzoglich Mecklenburgisches Grenadier-Regiment Nr. 89 in Schwerin und Neustrelitz
  - Großherzoglich Mecklenburgisches Füsilier-Regiment „Kaiser Wilhelm“ Nr. 90 in Rostock und Wismar
- 81. Infanterie-Brigade in Lübeck
  - Infanterie-Regiment „Lübeck“ (3. Hanseatisches) Nr. 162 in Lübeck
  - Schleswig-Holsteinisches Infanterie-Regiment Nr. 163 in Neumünster, Heide
- 17. Kavallerie-Brigade in Schwerin
  - 1. Großherzoglich Mecklenburgisches Dragoner-Regiment Nr. 17 in Ludwigslust
  - 2. Großherzoglich Mecklenburgisches Dragoner-Regiment Nr. 18 in Parchim
- 17. Feldartillerie-Brigade in Schwerin
  - Holsteinisches Feldartillerie-Regiment Nr. 24 in Güstrow und Neustrelitz
  - Großherzoglich Mecklenburgisches Feldartillerie-Regiment Nr. 60 in Schwerin

### Kriegsgliederung bei Mobilmachung 1914
- 33. Infanterie-Brigade

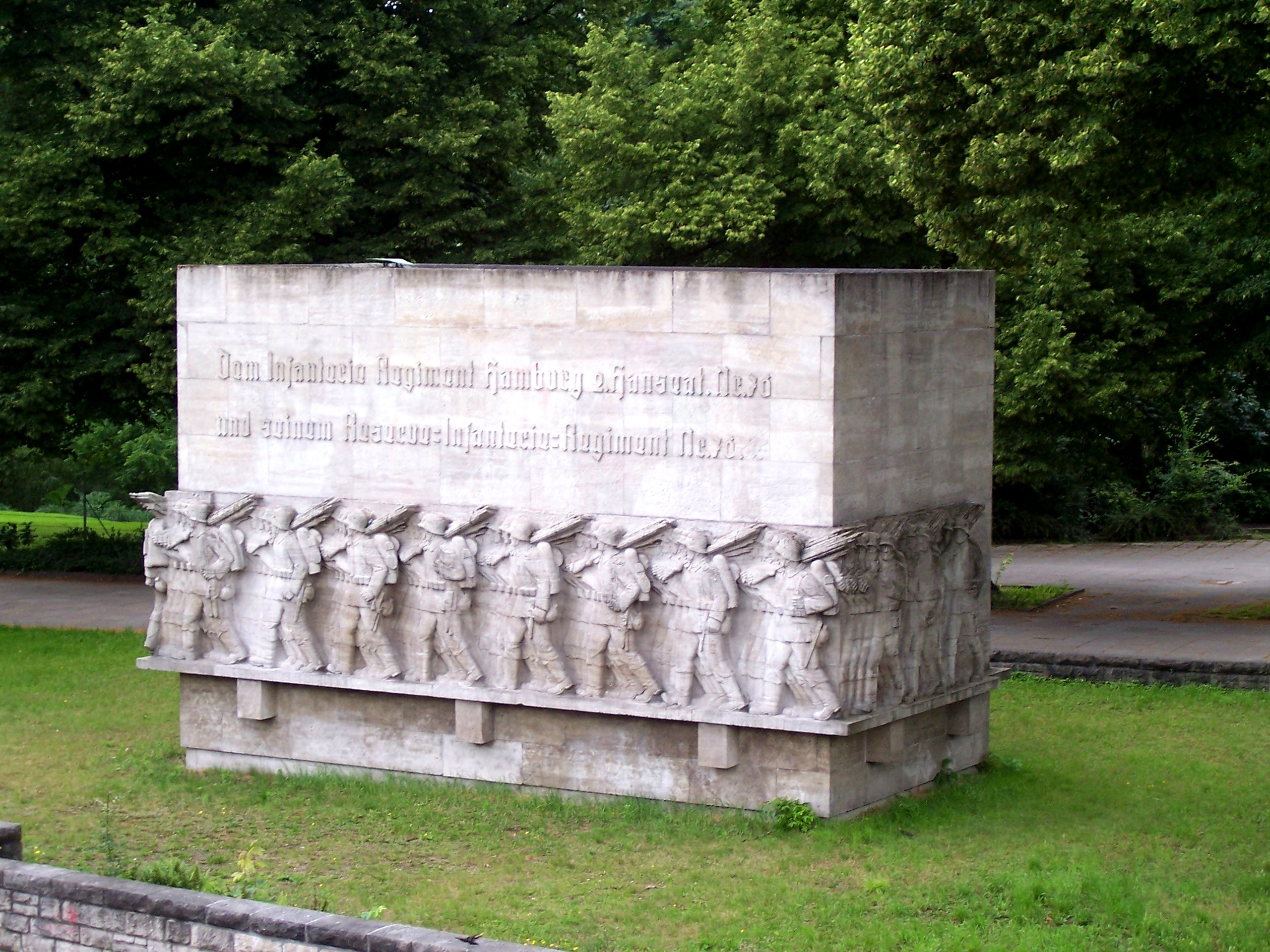
Denkmal des Infanterie-Regiments Hamburg (2. Hanseatisches) Nr. 76 in Hamburg

  - Infanterie-Regiment Bremen (1. Hanseatisches) Nr. 75
  - Infanterie-Regiment Hamburg (2. Hanseatisches) Nr. 76
- 34. Infanterie-Brigade
  - Großherzoglich Mecklenburgisches Grenadier-Regiment Nr. 89
  - Großherzoglich Mecklenburgisches Füsilier-Regiment Kaiser Wilhelm Nr. 90
  - Lauenburgisches Jäger-Bataillon Nr. 9
- Stab und 3. Eskadron/2. Hannoversches Dragoner-Regiment Nr. 16
- 17. Feldartillerie-Brigade
  - Holsteinisches Feldartillerie-Regiment Nr. 24
  - Großherzoglich Mecklenburgisches Feldartillerie-Regiment Nr. 60
- 1. Kompanie/Schleswig-Holsteinisches Pionier-Bataillon Nr. 9

### Kriegsgliederung vom 21. Mai 1918
- 34. Infanterie-Brigade
  - Infanterie-Regiment Bremen (1. Hanseatisches) Nr. 75

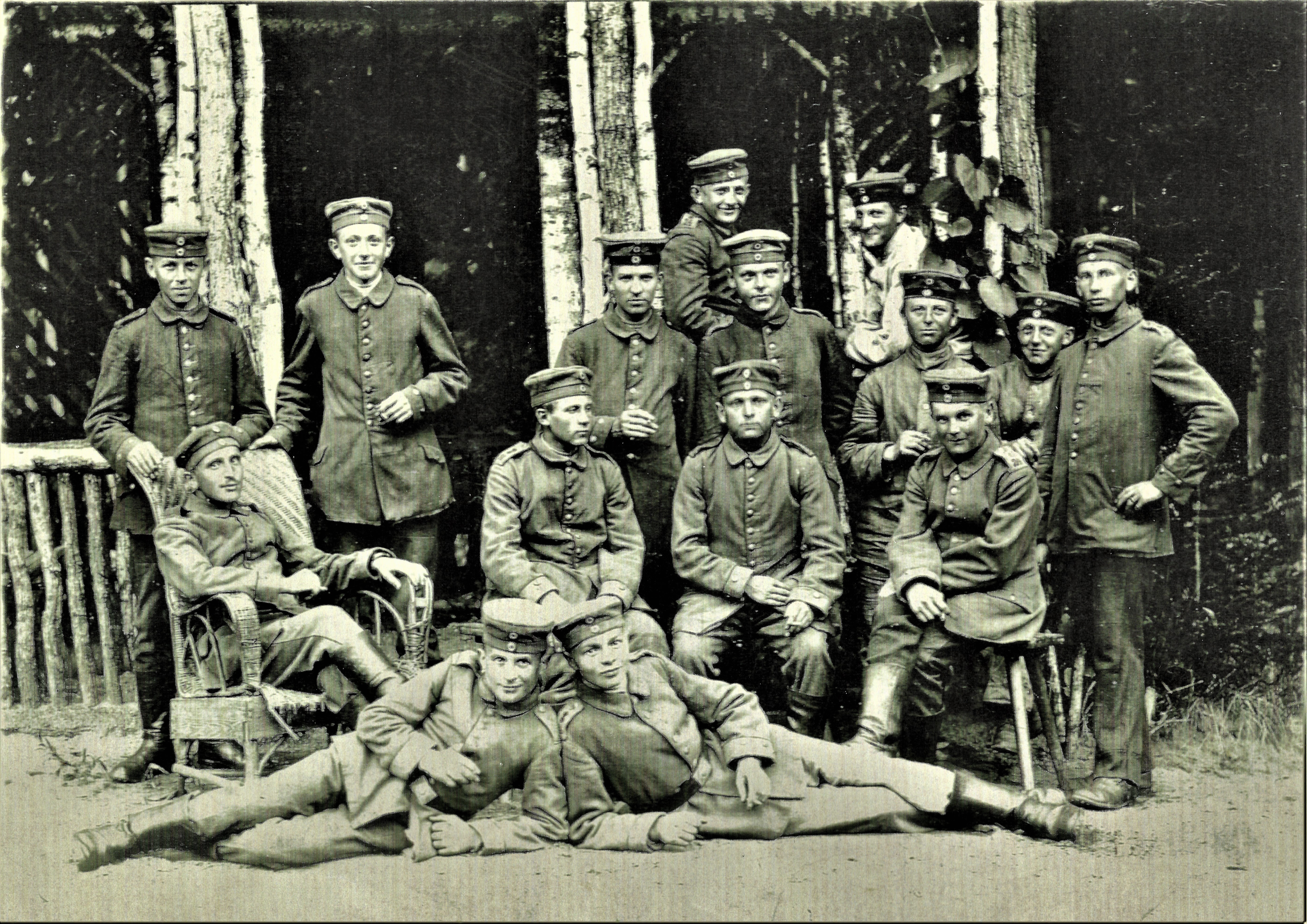
I. Bataillon / Fußartillerie-Regiment Nr.24

  - Großherzoglich Mecklenburgisches Grenadier-Regiment Nr. 89I. Bataillon / Fußartillerie-Regiment Nr.24
  - Großherzoglich Mecklenburgisches Füsilier-Regiment Kaiser Wilhelm Nr. 90
  - MG-Scharfschützen-Abteilung Nr. 75
  - 4. Eskadron/2. Hannoversches Dragoner-Regiment Nr. 16
- Artillerie-Kommandeur Nr. 17
  - Großherzoglich Mecklenburgisches Feldartillerie-Regiment Nr. 60
  - I. Bataillon/Fußartillerie-Regiment Nr. 24
- Pionier-Bataillon Nr. 126
- Divisions-Nachrichten-Kommandeur Nr. 17

## Geschichte
Nach dem Deutsch-Französischen Krieg 1871 lag das Kommando bis zu seiner Demobilisierung und endgültigen Auflösung 1919 in Schwerin.

### Deutsch-Französischer Krieg
Am Anfang des Krieges war der Großverband eine Reservedivision, bevor sie im September 1870 zu der Belagerung von Metz und von Paris entsandt wurde. Danach nahm sie am Loire-Feldzug teil und kämpfte in den Schlachten von Loigny-Poupry, der zweiten Orléansschlacht, in der Schlacht von Beaugency-Cravant und Le Mans.

### Erster Weltkrieg
Die Division war während des Krieges ausschließlich an der Westfront eingesetzt. Zu Beginn des Ersten Weltkriegs war sie am Vormarsch über Luxemburg, Belgien nach Frankreich beteiligt und kämpfte in der Schlacht von St. Quentin und an der Marne. Eine ihrer Brigaden war an der Einnahme von Lüttich beteiligt. 1916 kämpfte sie in der Schlacht an der Somme und 1917 in der Dritten Flandernschlacht. Die Division nahm an der Frühjahrsoffensive 1918 teil sowie an den Rückzugsgefechten der Hunderttageoffensive.

#### Gefechtskalender

##### 1914
- 04. bis 16. August – Eroberung von Lüttich
- 18. bis 19. August – Schlacht an der Gete
- 23. bis 24. August – Schlacht bei Mons
- 26. August – Gefecht bei Genly
- 29. bis 30. August – Schlacht bei St. Quentin
- 02. bis 3. September – Gefecht bei Château-Thierry
- 04. September – Gefecht bei Viels-Maisons-Montmirail
- 05. September – Gefecht bei Leuze (bei Morsains, Esternay)
- 05. bis 9. September – Schlacht am Ourcq
- ab 12. September – Kämpfe an der Aisne

##### 1915
- bis 12. Oktober – Kämpfe an der Aisne
- 16. Oktober bis 3. November – Herbstschlacht in der Champagne
- ab 4. November – Stellungskämpfe in der Champagne

##### 1916
- bis 15. Juni – Stellungskämpfe in der Champagne
- 15. Juni bis 5. Juli – Reserve der OHL bei Mézières
- 08. Juli bis 14. September – Schlacht an der Somme
- 19. September bis 24. Dezember – Stellungskämpfe in Flandern und Artois
- ab 25. Dezember – Stellungskämpfe an der Somme

##### 1917
- bis 15. März – Stellungskämpfe an der Somme
- 16. März bis 8. April – Kämpfe vor der Siegfriedfront
- 09. bis 26. April – Frühjahrsschlacht bei Arras
- 26. April bis 31. Mai – Kämpfe vor der Siegfriedfront
- 01. bis 6. Juni – Stellungskämpfe in Flandern und Artois
- 07. bis 12. Juni – Reserve der Heeresgruppe „Kronprinz Rupprecht“
- 13. Juni bis 30. Juli – Schlacht in Flandern
- 31. Juli bis 6. August – Reserve der Heeresgruppe „Kronprinz Rupprecht“
- 07. August bis 22. September – Kämpfe in der Siegfriedstellung
- 23. September bis 12. Oktober – Herbstschlacht in Flandern
- ab 13. Oktober – Stellungskämpfe in Flandern und Artois

##### 1918
- bis 15. Februar – Stellungskämpfe in Flandern und Artois
- 15. Februar bis 18. März – Reserve der OHL bei der 6. Armee
- 19. bis 20. März – Aufmarsch zur Großen Schlacht in Frankreich
- 21. März bis 6. April – Große Schlacht in Frankreich
- 07. April bis 16. Juli – Kämpfe zwischen Arras und Albert
- 17. bis 25. Juli – Stellungskrieg in Flandern
- 26. Juli bis 3. August – Bewegliche Abwehrschlacht zwischen Marne und Vesle
- 04. August bis 3. September – Stellungskämpfe an der Vesle
- 3. bis 18. September – Kämpfe vor der Siegfriedfront
- 19. bis 27. September – Kämpfe in der Siegfriedstellung
- 28. bis 30. September – Stellungskämpfe nördlich der Ailette
- 01. bis 9. Oktober – Abwehrschlacht in der Champagne und an der Maas
- 10. bis 12. Oktober – Kämpfe vor Hunding- und Brunhildfront
- 13. bis 17. Oktober – Kämpfe an der Aisne und Aire
- 18. bis 23. Oktober – Schlacht bei Vouziers (Teile der Division)
- 17. bis 25. Oktober – Abwehrschlacht in der Champagne und an der Maas
- 25. Oktober bis 1. November – Abwehrschlacht in der Hundingstellung
- 02. bis 4. November – Stellungskämpfe an der Aisne
- 05. bis 11. November – Rückzugskämpfe vor der Antwerpen-Maas-Stellung
- ab 12. November – Räumung des besetzten Gebietes und Marsch in die Heimat

## Kommandeure
| Dienstgrad      | Name                               | Datum                                                       |
| --------------- | ---------------------------------- | ----------------------------------------------------------- |
| Generalleutnant | Adolf von Rosenberg-Gruszczynski   | 20. Oktober 1866 bis 13. Juli 1870                          |
| Generalleutnant | Gustav von Schimmelmann            | 18. Juli bis November 1870                                  |
| Generalleutnant | Hermann von Tresckow               | 14. November 1870 bis 29. Januar 1871 (Führer)              |
| Generalleutnant | Gustav von Schimmelmann            | 30. Januar 1871 bis 19. März 1872                           |
| Generalleutnant | Ludwig von Schlotheim              | 20. März 1872 bis 5. April 1880                             |
| Generalleutnant | Hermann Ludwig von Wartensleben    | 06. April 1880 bis 20. August 1884                          |
| Generalleutnant | Walther Bronsart von Schellendorff | 21. August 1884 bis 11. Juli 1888                           |
| Generalleutnant | Otto von Derenthall                | 12. Juli 1888 bis 14. März 1890                             |
| Generalleutnant | Karl Finck von Finckenstein        | 24. März 1890 bis 26. Januar 1895                           |
| Generalleutnant | Ernst von Petersdorff              | 27. Januar 1895 bis 14. Mai 1897                            |
| Generalleutnant | Anton Herwarth von Bittenfeld      | 20. Mai 1897 bis 8. Juni 1900                               |
| Generalmajor    | Klaus von und zu Egloffstein       | 09. Juni bis 8. Juli 1900 (mit der Führung beauftragt)      |
| Generalleutnant | Klaus von und zu Egloffstein       | 09. Juli 1900 bis 17. Mai 1903                              |
| Generalleutnant | Günther von Kirchbach              | 18. Mai 1903 bis 18. September 1907                         |
| Generalleutnant | Kurt von Pritzelwitz               | 01. Oktober 1907 bis 8. Februar 1911                        |
| Generalmajor    | Gotthard Nickisch von Rosenegk     | 09. Februar bis 20. April 1911 (mit der Führung beauftragt) |
| Generalleutnant | Gotthard Nickisch von Rosenegk     | 21. April 1911 bis 3. Februar 1913                          |
| Generalleutnant | Hans von Winterfeld                | 04. Februar 1913 bis 2. März 1914                           |
| Generalleutnant | Arnold von Bauer                   | 03. März bis 14. Oktober 1914                               |
| Generalleutnant | Theodor Stengel                    | 15. Oktober 1914 bis 10. Mai 1916                           |
| Generalleutnant | Hans von Minckwitz                 | 11. Mai 1916 bis 1. Januar 1917                             |
| Generalleutnant | Arthur von Gabain                  | 02. Januar 1917 bis 30. Juli 1918                           |
| Generalleutnant | Siegfried von Held                 | 01. August 1918 bis 19. Januar 1919                         |
| Generalmajor    | Johannes von Busse                 | 20. Januar bis 30. September 1919                           |